# MRGPRF
MRGPRF (англ. MAS related GPR family member F) – білок, який кодується однойменним геном, розташованим у людей на короткому плечі 11-ї хромосоми. Довжина поліпептидного ланцюга білка становить 343 амінокислот, а молекулярна маса — 38 171.
| 10         |  | 20         |  | 30         |  | 40         |  | 50         |
| ---------- |  | ---------- |  | ---------- |  | ---------- |  | ---------- |
| MAGNCSWEAH |  | PGNRNKMCPG |  | LSEAPELYSR |  | GFLTIEQIAM |  | LPPPAVMNYI |
| FLLLCLCGLV |  | GNGLVLWFFG |  | FSIKRNPFSI |  | YFLHLASADV |  | GYLFSKAVFS |
| ILNTGGFLGT |  | FADYIRSVCR |  | VLGLCMFLTG |  | VSLLPAVSAE |  | RCASVIFPAW |
| YWRRRPKRLS |  | AVVCALLWVL |  | SLLVTCLHNY |  | FCVFLGRGAP |  | GAACRHMDIF |
| LGILLFLLCC |  | PLMVLPCLAL |  | ILHVECRARR |  | RQRSAKLNHV |  | ILAMVSVFLV |
| SSIYLGIDWF |  | LFWVFQIPAP |  | FPEYVTDLCI |  | CINSSAKPIV |  | YFLAGRDKSQ |
| RLWEPLRVVF |  | QRALRDGAEL |  | GEAGGSTPNT |  | VTMEMQCPPG |  | NAS        |

A: Аланін

C: Цистеїн

D: Аспарагінова кислота

E: Глутамінова кислота

F: Фенілаланін

G: Гліцин

H: Гістидин

I: Ізолейцин

K: Лізин

L: Лейцин

M: Метіонін

N: Аспарагін

P: Пролін

Q: Глутамін

R: Аргінін

S: Серин

T: Треонін

V: Валін

W: Триптофан

Кодований геном білок за функціями належить до рецепторів, g-білокспряжених рецепторів, білків внутрішньоклітинного сигналінгу. 
Локалізований у клітинній мембрані, мембрані.